# Śmierć nadejdzie dziś
Śmierć nadejdzie dziś (oryg. Happy Death Day) – amerykański slasher z 2017 roku w reżyserii Christophera Landona.

## Fabuła
Tree Gelbman każdego dnia budzi się w dniu swojej śmierci powodowanej przez niezidentyfikowanego mordercę w masce, za każdym razem odkrywając nowe szczegóły by wreszcie odkryć tożsamość oraz motywy jej oprawcy.

## Obsada
- Jessica Rothe – Tree Gelbman
- Israel Broussard – Carter Davis
- Ruby Modine – Lori Spengler
- Charles Aitken – Gregory Butler
- Laura Clifton – Stephanie Butler
- Jason Bayle – David Gelbman
- Rob Mello – Joseph Tombs
- Rachel Matthews – Danielle Bouseman
- Ramsey Anderson – Keith Lumbly